# Discografia di Demetrio Stratos
Demetrio Stratos ha pubblicato numerosi album registrati in studio oltre a numerosi singoli, e ha collaborato anche ad album di altri artisti.

## Album
| Anno | Album                               | Informazioni |
| ---- | ----------------------------------- | --- |
| 1968 | I Ribelli                           | Primo album in studio de I Ribelli. |
| 1974 | Nova Musicha N. 1                   | Album di John Cage. Demetrio Stratos è presente nella canzone B3. "Demetrio Stratos – Sixty Two Mesostics Re Merce Cunningham (Frammenti)" – 9:00. Distribuito in vinile LP dalla Cramps, CRSLP 6101; Ristampato su CD nel 2007 dalla Sized Album Replica. |
| 1976 | Metrodora                           | Originally released in vinyl LP format and published in Italy by Cramps, CRSLP 6205; re-released in 2007 in CD Sized Album Replica, Limited Edition format and published in Japan by Strange Days, POCE-1197. Track listing Side one 1. "Segmenti Uno" – 3:36 2. "Segmenti Due" – 4:04 3. "Segmenti Tre" – 4:01 4. "Segmenti Quattro" – 4:31 Side two 1. "Mirologhi 1 (Lamento d'Epiro)" – 4:23 2. "Metrodora" – 8:55 3. "Mirologhi 2 (Lamento d'Epiro)" – 4:10          |
| 1976 | La cantata rossa per Tall el Zaatar | Album by Gaetano Liguori, Giulio Stocchi and Demetrio Stratos, featuring Concetta Busacca, Pasquale Liguori and Roberto Del Piano. Originally released in vinyl LP format. Track listing LP Version 01. "Fedayn" - 1:32 02. "I 53 giorni" – 4:06 03. "Libertà subito" – 8:15 04. "Amna" – 7:41 05. "Piccolo Fath" – 2:27 06. "La madre" – 8:04 07. "Sulle macerie" – 4:16 08. "La cantata rossa" – 2:38 09. "Fedayn" – 1:32                                              |
| 1978 | Futura: Poesia Sonora               | Antologia storico critica della poesia sonora ("Critical-historical anthology of sound poetry"). Sound poems, many of them performed by their authors. Edited by Arrigo Lora-Totino; introduction by Renato Barilli. Demetrio Stratos features on disc 7, track A2. "O Tzitziras o Mitziras" – 4:01 Originally released in vinyl LP format and published in Italy by Cramps, 5204-001; re–released in 1989 in CD format and published in Italy by Cramps, CRSCD 091-095. |
| 1978 | Cantare la voce                     | Originally released in vinyl LP format and published in Italy by Cramps, 520.6119. Track listing Side one 1. "Investigazioni (Diplofonie e Triplofonie)" – 14:41 2. "Passaggi 1,2" – 5:16 Side two 1. "Criptomelodie Infantili" – 6:23 2. "Flautofonie ed Altro" – 6:17 3. "Le Sirene" – 6:19 |
| 1978 | Mauro Pagani                        | Ascolto. - "L'albero di canto" - "L'albero di canto II" |
| 1979 | Le Milleuna                         | Text written by Nanni Balestrini. Originally released in vinyl LP format and published in Italy by Cramps, 7243 8 57442 2 8; re-released in 1990 in CD format and published in Italy by Cramps, CRSCD 034; re-released in 2007 in CD Sized Album Replica, Limited Edition format and published in Japan by Strange Days, POCE-1170. Track listing 1. "Le Milleuna" – 63:13                                                                                               |
| 1979 | Carnascialia                        | Polygram. - "Fiocchi di neve e bruscolini" - "Kaitain (22 ottobre 1962)" |

## Compilation e live
| Year | Album                    | Additional information |
| ---- | ------------------------ | --- |
| 1979 | Rock and roll exhibition | Live in 1978 with Paolo Tofani, Mauro Pagani, Walter Calloni, Stefano Cerri and Paolo Donnarumma. Cramps. Track listing Side one 1. "Mean Woman Blues" – 4:27 2. "Hound Dog" – 3:55 3. "Blueberry Hill / I Can't Stop Loving You" – 4:50 4. "Long Tall Sally" – 3:35 Side two 1. "Boom Boom" – 10:00 2. "Barefootin'" – 5:32 3. "25 Miles From Nowhere" – 11:30 |
| 1980 | Recitarcantando          | Live album recorded in Cremona, Italy on 21 settembre 1978, with Demetrio Stratos on vocals and Lucio Fabbri on violin Originally released in vinyl LP format and published in Italy by Cramps, 520.6501; re-released in 2007 in CD Sized Album Replica, Gatefold, Limited Edition format and published in Japan by Strange Days, POCE-1171. Track listing Side one 1. "Flautofonie ed altro" – 4:45 2. "Passaggi" – 2:05 3. "Cometa Rossa" – 9:19 4. "Le sirene" – 5:02 Side two 1. "Flautofonie ed altro" – 8:10 2. "Investigazioni (diplofonie triplofonie)" – 7:05 3. "Mirologhi 1" – 5:30 4. "Investigazioni" – 1:35 |
| 1995 | Concerto all'Elfo        | Live performance (of Cantare la voce), originally released in CD format and published in Italy by Cramps, 300 037-2; re-released in 2007 in CD Sized Album Replica, Limited Edition format, and published in 2007 in Japan by Strange Days, POCE-1172. |
| 1999 | La Voce-Musica           | |

## Singoli
| Year | Single                                   | Additional information                               |
| ---- | ---------------------------------------- | ---------------------------------------------------- |
| 1966 | "Ready Steady/After Tonight"             | Single by The Clockwork Oranges.                     |
| 1966 | "Come Adriano / Enchinza Bubu"           | Single by I Ribelli.                                 |
| 1966 | "Per Una Lira / Ehi... Voi!"             | Single by I Ribelli. Two issues.                     |
| 1967 | "Chi Mi Aiuterà / Un Giorno Se Ne Va"    | Single by I Ribelli.                                 |
| 1967 | "La Follia / Pugni Chiusi"               | Single by I Ribelli.                                 |
| 1969 | "Goodbye / Josephine"                    | Single by I Ribelli.                                 |
| 1969 | "Obladì Obladà / Lei m'ama"              | Single by I Ribelli.                                 |
| 1969 | "Oh Darling / Il vento non sa leggere"   | Single by I Ribelli.                                 |
| 1972 | "Daddy's dream / Since you've been gone" | 7" vinyl published in Italy by Numero Uno, ZN 50142. |
| 1978 | O Tzitziras o Mitziras                   | Cramps Records.                                      |

## Video
| Year | Title           | Additional information |
| ---- | --------------- | --- |
| 2006 | Suonare la voce | Originally released in VHS and DVD Video formats and published in the European Union by Cramps, 7243 4 91955 3 0 Track listing 1. "Investigazioni (diplofonie e trifonie)" 2. "Passaggi 1, 2" 3. "Criptomelodie infantili" 4. "Flautonie ed altro" 5. "Le sirene" 6. "Sixty two mesostics re Merce Cunningham" 7. "Cometa rossa" 8. "Luglio, agosto, settembre (nero)" 9. "Mean Woman Blues" 10. "Hound Dog" 11. "Long tall Sally" 12. "Metrodora" |

## Come solista
- Cantata Rossa per Taal al Zaatar - 1976
- Metrodora - 1976
- O'Tzitziras O'Mitziras - 1978
- Cantare la voce - 1978
- Recitarcantando - 1978
- Rock'n roll exibition - 1979
- Le Milleuna - 1979